# Kobe Cools
Kobe Cools (Hingene, 25 juli 1997) is een Belgisch voetballer die sinds 2022 uitkomt voor FCV Dender EH. Cools is een verdediger.

## Carrière

### Jeugd
Cools, geboren en getogen in Hingene, genoot zijn jeugdopleiding bij KVK Hingene, KSV Bornem, RSC Anderlecht, Germinal Beerschot en opnieuw RSC Anderlecht. Pas op zijn zestiende werd Cools omgeschoold tot verdediger. In het seizoen 2014/15 haalde hij met de Anderlechtse jeugd de halve finale van de UEFA Youth League. De centrale verdediger zat meermaals op de bank bij het eerste elftal, maar kwam nooit in actie in een officiële wedstrijd. Toen hij in de zomer van 2018 als een van de oudste spelers bij de beloften niet meer in aanmerking kwam voor de UEFA Youth League-campagne van 2018/19, besloot Anderlecht hem op het einde van de transfermarkt uit te lenen aan stadsgenoot RWDM.

### F91 Dudelange
Nadat het na zijn uitleenbeurt duidelijk was dat Anderlecht niet meer op hem rekende, ging Cools in de zomer van 2019 testen bij Lommel SK en KFCO Beerschot Wilrijk. Uiteindelijk belandde hij bij de Luxemburgse landskampioen F91 Dudelange, waar zijn voormalige jeugdtrainer Emilio Ferrera toen hoofdtrainer was. Dudelange plaatste zich dat seizoen voor de groepsfase van de Europa League, waarin Cools tegen Sevilla FC, APOEL Nicosia en FK Qarabağ speelde. In 2021 greep Cools net naast de landstitel met Dudelange, een jaar later was het wél zover.

### FCV Dender EH
In juni 2022 ondertekende Cools een tweejarig contract met optie voor een bijkomend seizoen bij FCV Dender EH, dat een maand eerder naar Eerste klasse B was gepromoveerd. Op de openingsspeeldag van de Challenger Pro League slikte hij in de 1-4-nederlaag tegen Lommel SK meteen een rode kaart, waardoor hij een week later de verplaatsing naar zijn ex-club RWDM moest missen. Ook op de achtste competitiespeeldag kreeg Cools rood na (onvrijwillige) handspel, ditmaal tegen SK Beveren.
Mede door blessureleed klokte Cools in zijn debuutseizoen bij Dender af op negentien competitiewedstrijden, waarvan zeven in de play-downs. In zijn tweede seizoen groeide Cools uit tot een vaste waarde bij Dender, dat zich dat seizoen verzekerde van een terugkeer naar de Jupiler Pro League.

## Clubstatistieken
| Seizoen         | Club            | Land               | Competitie             | Competitie | Competitie | Beker | Beker | Supercup | Supercup | Europees | Europees | Totaal | Totaal |
| Seizoen         | Club            | Land               | Competitie             | Wed.       | Dlp.       | Wed.  | Dlp.  | Wed.     | Dlp.     | Wed.     | Dlp.     | Wed.   | Dlp.   |
| --------------- | --------------- | ------------------ | ---------------------- | ---------- | ---------- | ----- | ----- | -------- | -------- | -------- | -------- | ------ | ------ |
| 2017/18         | RSC Anderlecht  | Vlag van België    | Eerste klasse A        | 0          | 0          | 0     | 0     | 0        | 0        | 0        | 0        | 0      | 0      |
| 2018/19         | → RWDM          | Vlag van België    | Eerste klasse amateurs | 11         | 1          | 0     | 0     | —        | —        | —        | —        | 11     | 1      |
| 2019/20         | F91 Dudelange   | Vlag van Luxemburg | Nationaldivisioun      | 13         | 3          | 1     | 0     | 0        | 0        | 7        | 0        | 21     | 3      |
| 2020/21         | F91 Dudelange   | Vlag van Luxemburg | Nationaldivisioun      | 27         | 2          | 0     | 0     | —        | —        | —        | —        | 27     | 2      |
| 2021/22         | F91 Dudelange   | Vlag van Luxemburg | Nationaldivisioun      | 29         | 2          | 4     | 0     | —        | —        | 2        | 0        | 35     | 2      |
| 2022/23         | FCV Dender EH   | Vlag van België    | Eerste klasse B        | 19         | 2          | 3     | 0     | —        | —        | —        | —        | 22     | 2      |
| 2023/24         | FCV Dender EH   | Vlag van België    | Eerste klasse B        | 28         | 3          | 2     | 0     | —        | —        | —        | —        | 30     | 3      |
| 2024/25         | FCV Dender EH   | Vlag van België    | Eerste klasse A        | 38         | 0          | 0     | 0     | —        | —        | —        | —        | 38     | 0      |
| Carrière totaal | Carrière totaal | Carrière totaal    | Carrière totaal        | 165        | 13         | 10    | 0     | 0        | 0        | 9        | 0        | 184    | 13     |

 Bijgewerkt op 4 juli 2025.